# Ssangyong (métro de Séoul)
Ssangyong (hangeul : 쌍용 ; hanja : 雙龍, sous nommée en anglais Korea Nazarene University) est une station de passage de la ligne 1 du métro de Séoul. Elle est située au 20 Ssangyong 19-ro, dans le quartier Ssangyong 2-dong de l'arrondissement Seobuk-gu de la ville Cheonan-si, dans la province Chungcheongnam-do, au sud-ouest de la ville de Séoul en Corée du Sud. Elle dessert notamment l'Université Korea Nazarene (en).
La station du métro ouvre en 2008. Elle est desservie par les rames de services omnibus et express de la ligne 1.

## Situation sur le réseau

Plan du réseau (2023)

La station en surface Ssangyong, est une station de passage de la ligne 1 du métro de Séoul, entre la station Bongmyeong en direction du terminus nord Yeoncheon, et la station Asan, en direction du terminus sud-ouest Sinchang.
Elle est également établie au point kilométrique (pk) 2,9 de la ligne Janghang dont les circulations la traverse sans arrêt.

## Histoire
La station Ssangyong est mise en service le 15 décembre 2008 sur la ligne 1 du métro de Séoul,,, lors de l'ouverture du prolongement de Cheonan à Sinchang.

## Services aux voyageurs

### Accès et accueil
La station est accessible par le 20 Ssangyong 19-ro, dans le quartier Ssangyong 2-dong. Elle dispose de deux bouches situées à au nord-ouest et au sud-est des voies.

### Desserte
Ssangyong : est desservie par les rames de services omnibus et express de la ligne 1.

Installations
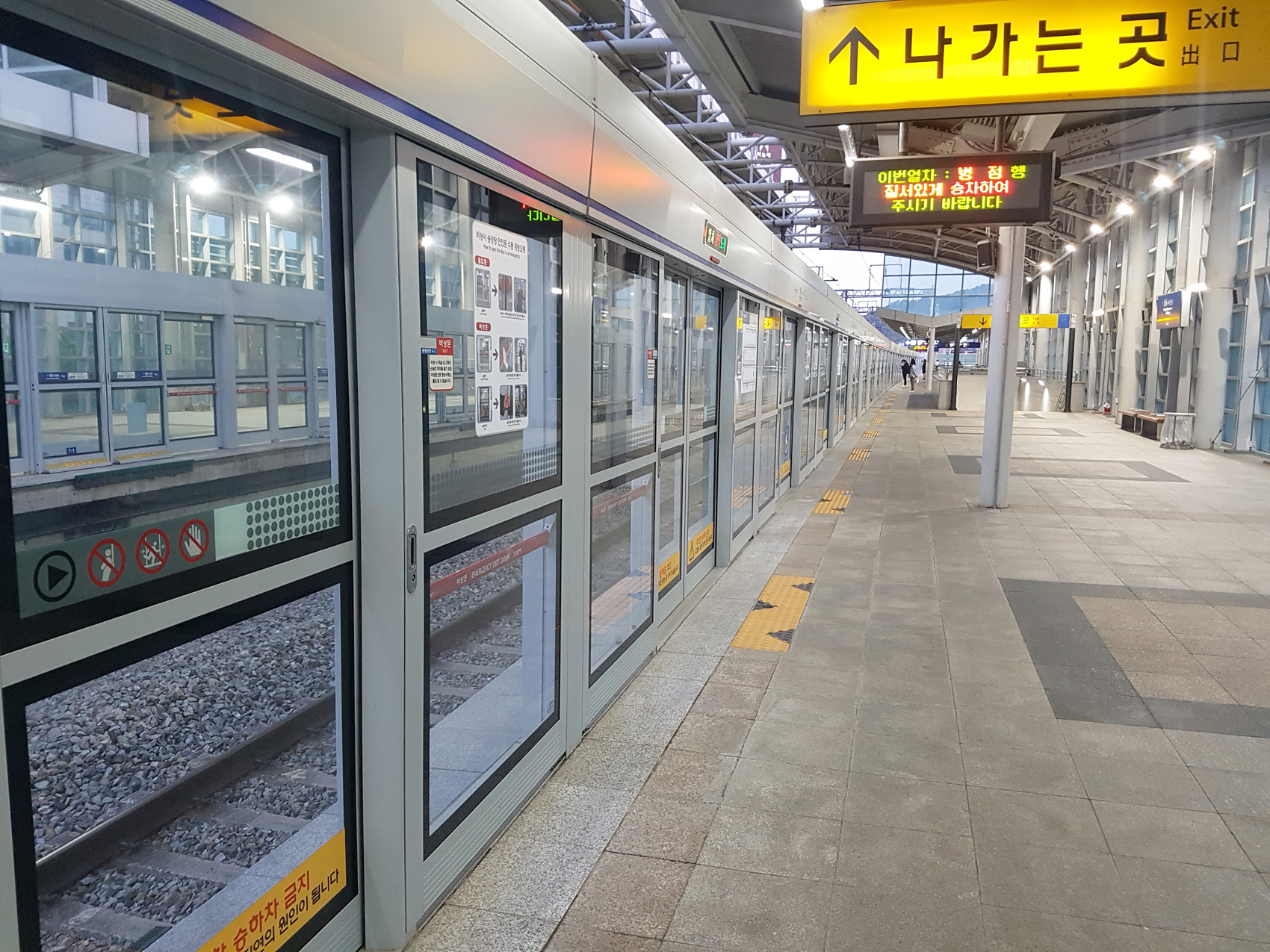
En 2020.
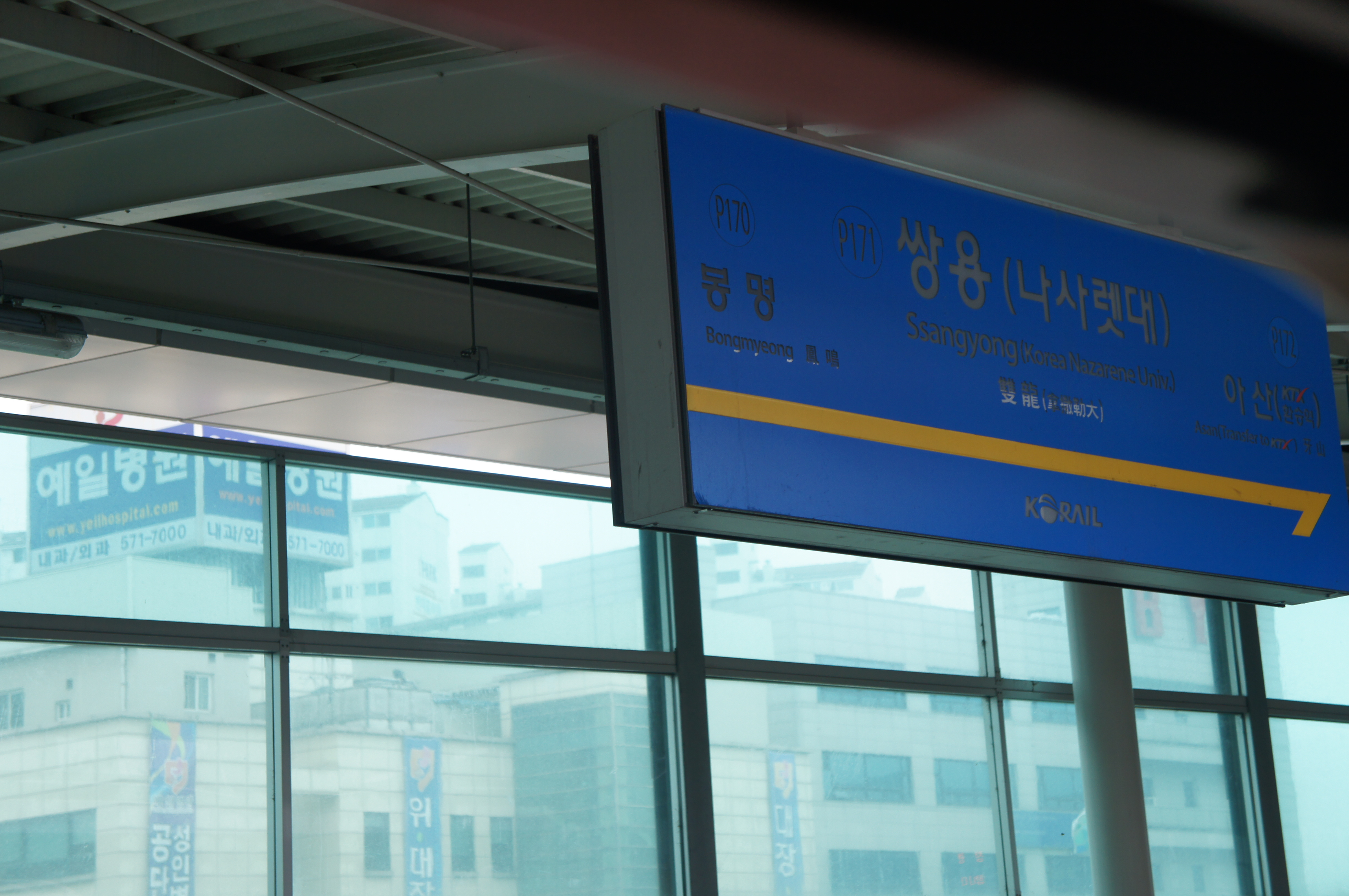
En 2014.

### Intermodalité
Un système de transport permet de faciliter les correspondances avec les trains voyageurs de la gare de Cheonan-Asan située à environ un kilomètre. Des arrêts de bus sont situés à proximité des bouches.

## À proximité
Elle dessert notamment l'Université Korea Nazarene (en).